# Rechelle Hawkes
Rechelle Margaret Hawkes AM (* 20. Mai 1967 in Albany) war acht Jahre lang Kapitänin der australischen Hockeynationalmannschaft, den Hockeyroos. Sie gewann drei Goldmedaillen bei drei verschiedenen Olympischen Spielen, was neben ihr unter Australierinnen nur der Schwimmerin Dawn Fraser gelang.
Ihr Debüt im Nationalteam machte Hawkes im Jahr 1985. Ein Meilenstein in ihrer Karriere war ihr 250. Spiel für die Nationalmannschaft im Jahr 1999.
Hawkes nahm an den Olympischen Spielen 1988 in Seoul, 1992 in Barcelona, 1996 in Atlanta und 2000 in Sydney teil. 1988, 1996 und 2000 gewann sie mit der Hockeynationalmannschaft Australiens die Goldmedaille. 1992 erreichte sie nur den fünften Platz. Bei den Olympischen Spielen 2000 in ihrem Heimatland sprach sie bei der Eröffnungsfeier den olympischen Eid.
Daneben war sie 1994 und 1998 Weltmeisterin und gewann 1998 auch bei den Commonwealth Games 1998.